# (2108) Otto Schmidt
(2108) Otto Schmidt ist ein Asteroid des Hauptgürtels, der am 4. Oktober 1948 von der russischen Astronomin Pelageja Fjodorowna Schain am Krim-Observatorium in Simejis entdeckt wurde.
Der Asteroid wurde nach dem russischen Astronomen, Geophysiker, Autor und Polarforscher Otto Juljewitsch Schmidt benannt.